# ジョージ・グレンヴィル
ジョージ・グレンヴィル（英語: George Grenville PC、1712年10月14日 - 1770年11月13日）は、イギリスの政治家。
1741年にホイッグ党の庶民院議員として政界入りし、閣僚職を歴任した。第3代ビュート伯爵ジョン・ステュアートの辞職後、ビュート伯の推挙で首相（在任：1763年4月16日 - 1765年7月13日）に就任。1763年にはジョン・ウィルクスを「一般逮捕状」で逮捕したことでウィルクス事件を引き起こした。1765年には印紙法で北アメリカ植民地人の反発を買い、この反発がアメリカ独立戦争の遠因となった。イギリス国内でもビュート伯爵の傀儡政権と見做されて批判に晒された。1765年の摂政法をめぐって国王ジョージ3世とも対立したため、2年ほどで退陣を余儀なくされた。
同じく首相の初代グレンヴィル男爵ウィリアム・グレンヴィルは三男である。

## 経歴

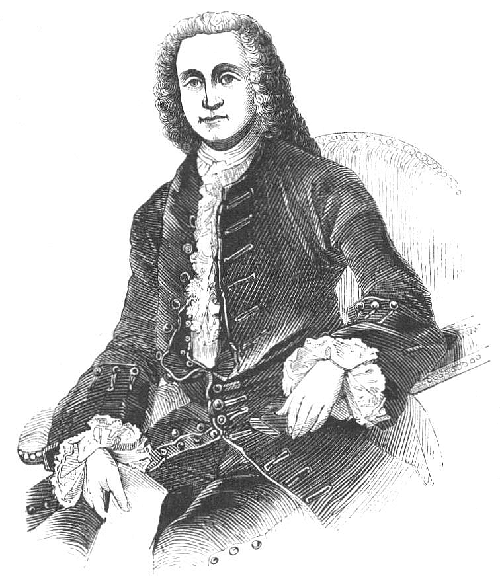
ジョージ・グレンヴィルを描いた絵

### 生い立ち
1712年10月14日、庶民院議員リチャード・グレンヴィルと後に初代テンプル女伯爵に叙されるヘスター・グレンヴィル（第3代準男爵サー・リチャード・テンプルの娘）の間の次男として生まれる。
兄に後に第2代テンプル伯爵位を継承するリチャード・グレンヴィル＝テンプルがいる。グレンヴィル家はバッキンガムシャーの大地主（ジェントリ）の家系だった。
1725年から1728年までイートン・カレッジで教育を受けた後、1729年にインナー・テンプルに、1730年にオックスフォード大学クライスト・チャーチに、1734年にリンカーン法曹院に入学、1735年にインナー・テンプルで弁護士資格免許を取得した。1763年にはインナー・テンプルの評議員（bencher）に就任した。

### 政界入りから首相就任まで
1741年イギリス総選挙で父が議席を有したバッキンガム選挙区から選出されて庶民院議員となる。所属政党はホイッグ党だが、義弟（妹ヘスターの夫）大ピットとともに反ウォルポール派ホイッグとなり、ウォルポール内閣倒閣を目指した。処女演説は1742年1月21日に行われ、ウィリアム・パルトニーが提出した戦争遂行を調査する秘密委員会の設立動議に賛成するものだった。
ウォルポール失脚後の1743年から10数年にわたって海軍省や財務省の役職につくようになった。具体的には1744年から1747年まで下級海軍卿（Lord of Admiralty）を、1747年から1754年まで下級大蔵卿（Lord of Treasury）を務め、1754年から1756年にかけての初代ニューカッスル公爵トマス・ペラム＝ホールズの第一次内閣では海軍財務長官を務めた。また、1754年6月21日には枢密顧問官に任命された。一時大ピットにしたがって辞職したが、大ピットも南部担当国務大臣として入閣した1757年から1762年にかけての第二次ニューカッスル公内閣では海軍財務長官に再任された。
しかしその後、大ピットと疎遠になり、1761年10月に大ピットが南部担当国務大臣を辞職して野党に転じた際にも彼は同道せず内閣に残留した。またこの際に大ピットに代わって庶民院院内総務を兼務した。
彼の政治的立場はますます不明瞭になり、1760年に即位した国王ジョージ3世やその寵臣第3代ビュート伯爵ジョン・ステュアートからはニューカッスル公や大ピットと距離を置いていることを評価されるようになった。
そのため1762年5月にニューカッスル公系ホイッグを排除して成立したビュート伯内閣にも留任することになり、はじめ北部担当国務大臣、ついで1762年から1763年にかけて海軍大臣に就任した。しかし庶民院院内総務の地位はヘンリー・フォックスに譲ることになった。

### 首相就任
国王の寵愛を盾に議会政治を危うくして組閣したビュート伯は、就任当初より不人気であり、結局議会の支持を得られず、1763年4月に辞職を余儀なくされた。その後任としてグレンヴィルが組閣の大命を受けたが、国王は依然としてビュート伯に依存しており、グレンヴィルにもビュート伯の意向に沿って政治を行うことを希望していた。そもそもグレンヴィルを後任の首相に推挙したのもビュート伯であり、また閣僚人事もビュート伯が選んだものであったため、グレンヴィル内閣は「ビュートの操り人形」「哀れなビュートの身代わり」などと陰口された。
そのため議会の支持は得られず、政権は安定しなかった。1763年8月には政権運営は危機的状況に陥り、グレンヴィル自ら国王ジョージ3世に対して「秘密の影響力(ビュート伯爵)」に従わないよう説得する事態に至った。

### ウィルクス事件

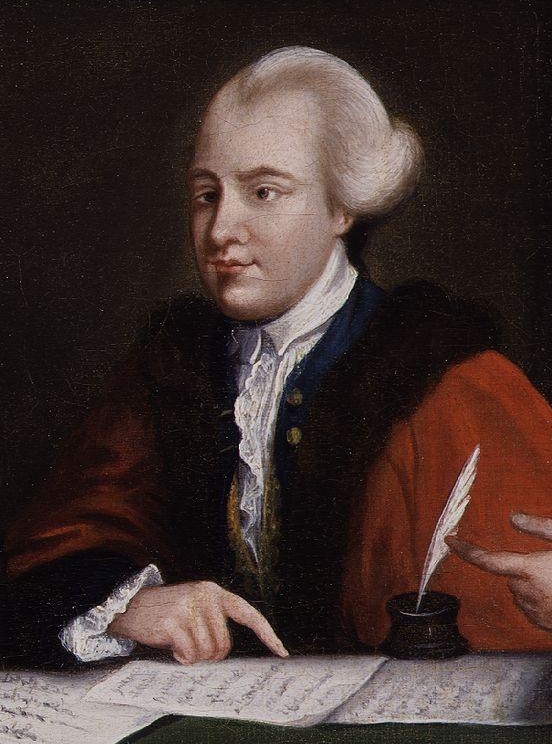
ジョン・ウィルクス

ビュート伯を批判し続けていた急進派の庶民院議員ジョン・ウィルクスは、1763年4月23日発行のパンフレット『ノース・ブリトン』45号でジョージ3世の議会停会の際の勅語（七年戦争の講和条約を称賛する内容）を批判した。その記事の中でウィルクスは「勅語はこれまで議会において、また一般国民からも大臣の演説と考えられてきた」として勅語批判は違法ではないとの見解を示した。そして国王を称賛しつつ、グレンヴィル首相のことは「ビュートの権力の薄汚い残りかす」「腐敗や専制の道具」と批判し、「自由はイギリス臣民の大権」「抑圧されるならば、あらゆる合法的な企図によって正当な抵抗を試みるであろう」と論じた。
「合法的な企図」と断っており、特に問題視すべき内容でもなかったが、野党の攻勢に苦しめられていた国王とグレンヴィルはこれを「扇動目的を持った誹謗文書」と過度に問題視し、ウィルクスを扇動誹謗罪で処罰することとした。しかもその処罰の仕方は、逮捕者を特定しない「一般逮捕状」でもって『ノース・ブリトン』45号の執筆・印刷・出版に関わった全員を逮捕するという強硬なやり口だった。この件は議会内外に「ノース・ブリトン45号は扇動目的の誹謗文書か」「一般逮捕状は合法的か」「ウィルクス逮捕は議員特権の侵害ではないか」という法律問題を巻き起こした。
間もなくウィルクスは人身保護令状の執行でロンドン塔から釈放され、また議員特権を持つ者を逮捕・監禁するのは違法行為である旨の判決を得た。自由の身となったウィルクスはさっそく政府への挑戦を再開し、ノース・ブリトン合冊本の出版を目指したが、その前に『女性論(An Essay Woman)』という本を出版した。これは猥褻で神を冒涜する内容であり、ウィルクスに対する議会の反感を高めた。11月には貴族院で『女性論』が取り上げられ、満場一致で神への冒涜を批判する決議が出された。ウィルクス釈放を支援していた者たちもこの件ではほとんどウィルクスを擁護しなかった。また庶民院も『ノース・ブリテン』45号を「不穏文書」と認定し、ウィルクスに対してとった政府の処置を包括的に容認する決議を行った。このウィルクスへの反感を利用してグレンヴィルは、1763年11月にウィルクスに特権は及ばないことの確認の動議、ついで1764年1月にはウィルクスを庶民院から除名する旨の動議を可決させた。
身の危険を感じたウィルクスは1763年12月にもフランスへ亡命したので、ウィルクスをめぐる問題は一段落した形となった。しかしこの時のグレンヴィル内閣のウィルクスに対する過酷な処置は、議会内外にイギリス臣民の自由が危機に晒されているという不安を高めることになり、後々まで引きずることになる。政府の安定という観点からいえば、かえって悪影響をもたらしたといえる。

### アメリカ植民地との対立

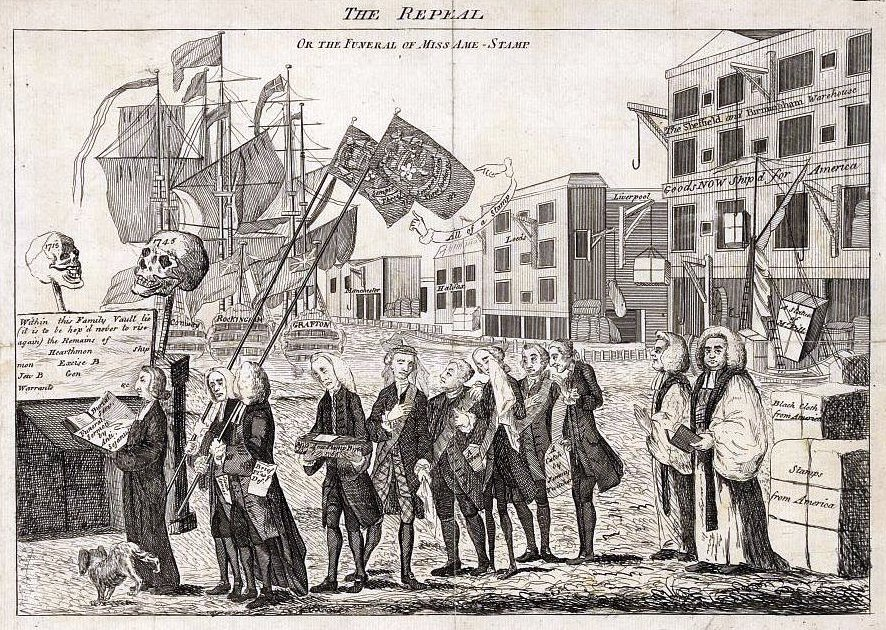
制定からわずか1年後の1766年に印紙法が廃止された際の風刺画。グレンヴィルが印紙法の葬儀を執り行っている。

1763年10月には宣言線(Proclamation Line)を制定し、アレゲーニー山脈以西をインディアン保留地として白人の立ち入りを禁じた。無秩序な植民地拡大を抑えようとしたものだったが、アメリカのフロンティア開拓者や土地投機家からは反発を招いた。
また七年戦争で疲労したイギリス財政の立て直すため、植民地への負担を増加させた。1764年4月には植民地に輸入する外国精糖に対して高率関税をかけることを内容とする「砂糖法(Suger Act)」を制定したが、これは本国議会に植民地に課税する権利はあるのかという議論を喚起することになった。
さらにグレンヴィル内閣は、植民地で出版された新聞、パンフレット、宣伝広告文書、カードなどに対して印紙を貼り付けることを義務付けて印紙税をかける内容の「印紙法(Stamp Act)」を1765年3月に制定した。これは関税と異なり、直接的に植民地での歳入を上げることを狙ったものだったから、より広範な植民地人の反発を招いた。たとえばマサチューセッツ州議会は抗議のために閉会し、ジョージ3世と本国議会に宛てて「代表なくして課税することはイギリス憲法の基本原則を破るものである。植民地が本国議会に代表を送っていない限り、課税権は植民地の州議会にある」という内容の決議を発している。
印紙税をはじめとする植民地人の本国に対する反感は最終的にアメリカ独立戦争という形で爆発するが、この時のイギリス本国議会にはその重大性が理解できていなかった。大ピットなどごく一部の議員を除き、印紙税に反対する議員はほとんどいなかったことにそれが表れている。想像以上の植民地からの強い反発でイギリス議会も危機意識を持ち、グレンヴィル退陣からまもない1766年3月に印紙法は廃止された。だがその時にはすでに手遅れであり、本国と植民地の関係が修復されることはなかった。

### 摂政法で国王と対立して解任
1765年初頭に国王ジョージ3世はポルフィリン症の発作を起こした。発作の再発に備えてグレンヴィル内閣は「摂政法」の制定を行った。
しかし権力の制限を恐れた国王が強く反発し、この件でグレンヴィル内閣と国王の関係は決定的に悪化した。グレンヴィルを排除するため、国王はホイッグ党の第2代ロッキンガム侯爵チャールズ・ワトソン＝ウェントワースと和解・接近した。そしてグレンヴィルは1765年7月に罷免された。

### 晩年と死去
退陣後はグレンヴィル・ホイッグ派と呼ばれる勢力を率い、第1次ロッキンガム侯爵内閣、つづくチャタム伯爵内閣、グラフトン公爵内閣、ノース卿フレデリック・ノース内閣に対して野党的立場をとり続けた。ロッキンガム派とは印紙法をめぐる対立により手を組むことが不可能であり、またジョージ3世もグレンヴィルを嫌い続けていた。さらにロッキンガム侯爵内閣期において常にグレンヴィルと同じく野党的立場をとったベッドフォード派はチャタム伯爵内閣には与党との和解を模索するようになり、ついに1767年12月には与党入りを果たした。これにより、グレンヴィルの政権への返り咲きの望みは完全に絶たれた。一方、政権争いと無縁だったため政界の元老として信頼されるようになり、1768年2月にはとある法案の弁論をめぐり、欠席していたグレンヴィルが「（法案の）序文について異議がある」とのメッセージを送ったため、全ての弁論が第三読会に先送りされる結果となった。また、最晩年の1770年3月にグレンヴィル法を提出して選挙申し立ての審理制度を改革した。
1770年11月13日に死去した。彼の死とともに彼の派閥は自然消滅した。ノース卿に警戒される政敵の一人だった彼の死はノース卿内閣の安定に資したとみられる。
彼の長男ジョージ・ニュージェント＝テンプル＝グレンヴィルは、兄リチャードから第3代テンプル伯爵位を継承し、小ピット内閣で国務大臣などの閣僚職を務め、バッキンガム侯爵に叙せられた。三男のウィリアム・グレンヴィルも小ピット内閣で閣僚職を歴任してグレンヴィル男爵に叙され、さらに首相となって「総人材内閣」と呼ばれる内閣を組閣している。

## 評価
英国人名事典はグレンヴィルを「有能だが狭量」（able but narrow-minded）と評し、財務に関する能力を評価した。また、厳格な性格で自分への反対に耐えられない気性だったことが災いして、国王の歓心も大衆の人気も得られなかった。首相の在任期間も失敗続きであり、ウィルクスへの処置で政権の評判を落とした上、植民地への徴税がアメリカ独立戦争の遠因になり、1765年の摂政法も国王ジョージ3世を怒らせる結果だった。
エドマンド・バークは1774年4月の演説でグレンヴィルが「政治を果たす必要のある義務としてではなく、楽しむべき事柄として扱った」など、庶民院の事務への貢献を称えた。一方、ホレス・ウォルポールはグレンヴィルについて、話が冗長である上に学者ぶっていると酷評しており、ウォルポールが同じく酷評した兄リチャードと比べてもリチャードのほうが紳士的だったとした。

## 家族
1749年にエリザベス・ウィンダム（1769年没）と結婚。彼女の父は第3代準男爵サー・ウィリアム・ウィンダム、母は第6代サマセット公爵チャールズ・シーモアの娘キャサリンだった。
エリザベスとの間に以下の7子を儲ける。
1. 長男ジョージ・ニュージェント＝テンプル＝グレンヴィル (1753–1813) ： 政治家。初代バッキンガム侯爵、第3代テンプル伯爵、第2代ニュージェント伯爵（英語版）
2. 長女シャーロット・グレンヴィル（英語版） (1754頃–1830) ： 第4代準男爵サー・ワトキン・ウィリアムズ＝ウィン（英語版）と結婚
3. 次男トマス・グレンヴィル（英語版） (1755–1846) : 政治家
4. 次女エリザベス・グレンヴィル (1756–1842) : 初代カリスフォート伯爵（英語版）ジョン・プロビーと結婚
5. 三男ウィリアム・グレンヴィル (1759–1834) : 政治家。首相。初代グレンヴィル男爵
6. 三女キャサリン・グレンヴィル (1761–1796) : リチャード・ネヴィル＝アルドワース、ついで第2代ブレイブルック男爵（英語版）リチャード・グリフィン（英語版）と結婚
7. 四女ヘスター・グレンヴィル (1767以前–1847) : 初代フォーテスキュー伯爵（英語版）ヒュー・フォーテスキューと結婚